# Micropterix hartigi
Micropterix hartigi là một loài bướm đêm thuộc họ Micropterigidae. Nó được Heath mô tả năm 1981. Nó được tìm thấy ở Ý.

## Etymology
It is tên gọiđ for Italian Lepidopterist Friedrich Reichsgraf von Hartig.